# Tanjug

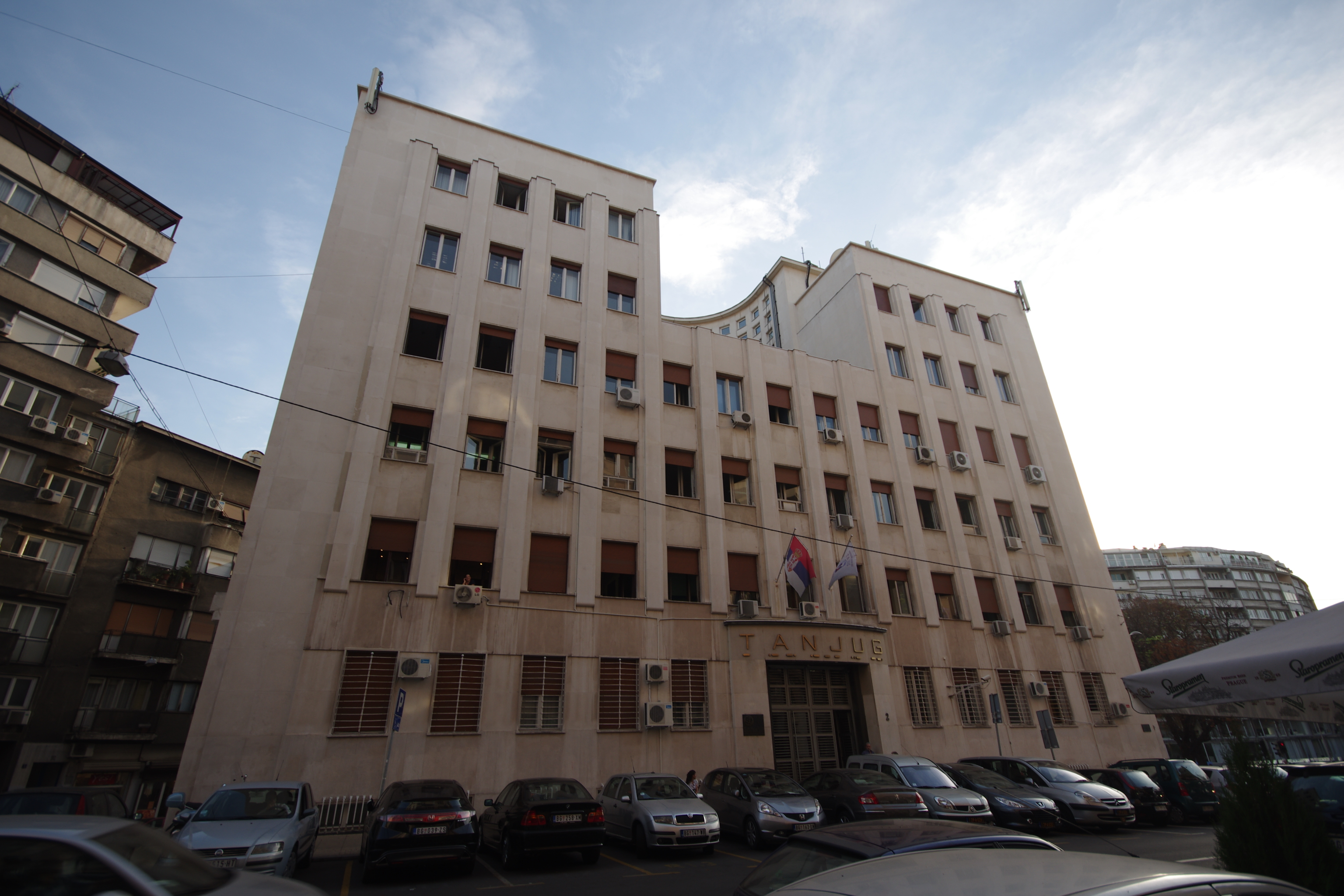
Budova agentury Tanjug v Bělehradě

Tanjug (v srbské cyrilici Танјуг) byla srbská, dříve jugoslávská zpravodajská agentura, sídlící v Bělehradě. Založena byla v roce 1943 jako oficiální zpravodajská agentura rodící se socialistické Jugoslávie. Po celou dobu své existence byla vlastněna státem. Název Tanjug je zkratka, a znamená Telegrafní agentura nové Jugoslávie (Telegrafska agencija nove Jugoslavije/Телеграфска агенција нове Југославије).

## Historie
Tanjug byl jako název/zkratka vybrán po několika předchozích, nepříliš atraktivních pokusech. Agentura začala oficiálně fungovat dne 5. listopadu 1943, za pomocí vybavení, které bylo ukořistěno německým vojskům. Prvním ředitelem agentury byl Vladislav Ribnikar, který byl také spjat s tradičním srbským deníkem Politika. V prvních letech byl vzorem pro Tanjug TASS, po rozkolu Jugoslávie se Sovětským svazem se však agentura vyvíjela samostatně, vlastními silami.
Od roku 1975 až do poloviny 80. let hrál Tanjug rozhodující roli v Non-Aligned News Agencies Pool (NANAP), společenství tiskových agentur Hnutí nezúčastněných zemí. Jugoslávští odborníci pomáhali rozvíjet obdobné agentury všude po světě, především v Africe a jižní Asii. Druhým pozitivním dopadem pro tehdejší agenturu bylo i značné zastoupení po celém světě; pro Tanjug pracovalo 48 dopisujících zpravodajů a zaměstnával přes 1000 lidí. O mnoha událostech v rozvojových světech právě informoval jako první Tanjug. V roce 1985 byla agentura vybavena počítači společnosti Honeywell. Fotoarchiv agentury obsahuje přibližně 3,5 milionu fotografií.
Na podzim 2015 agentura zanikla na základě rozhodnutí srbské vlády, která nabídla podnik k prodeji, ale do stanovené lhůty v říjnu 2015 nikdo o koupi agentury neprojevil zájem. Některá srbská média uváděla, že Tanjug zanikne kvůli tomu, že srbská vláda hodlá založit novou zpravodajskou agenturu. Tyto informace ale státní tajemník srbského ministerstva kultury a informací Saša Mirković popřel.